# Kanuru
Kanuru es una ciudad censal situada en el distrito de Krishna  en el estado de Andhra Pradesh (India). Su población es de 49006 habitantes (2011). Se encuentra a 37 km de Guntur y a 2 km de Vijayawada. 

## Demografía
Según el censo de 2011 la población de Kanuru era de 49006 habitantes, de los cuales 26574 eran hombres y 22432 eran mujeres. Kanuru tiene una tasa media de alfabetización del 85,07%, superior a la media estatal del 67,02%: la alfabetización masculina es del 88,71%, y la alfabetización femenina del 80,71%.